# Якоб Буркхарт
Якоб Буркхарт (на немски: Jacob Burckhardt, издаван в България и като Буркхард) е швейцарски историк на изкуството и културата, влиятелна фигура в историографията.
Според Зигфрид Гидион „Големият откривател на епохата на Ренесанса Буркхарт първи показа как този период трябва да бъде третиран в неговата цялостност, като се разглежда не само живописта, скулптурата и архитектурата, но също и социалните влияния на всекидневния живот“.
Най-известният труд на Буркхарт е книгата „Култура и изкуство на Ренесанса в Италия“ (1860).

## Биография
Роден е на 25 май 1818 г. в Базел, Швейцария, в семейството на протестантски свещеник. Учи теология в Базел и Ньошател до 1839 г., когато загубва вярата си и се премества в Университета в Берлин, където изучава история, особено история на изкуството, която тогава е ново научно поле. В Берлин той посещава лекции на Леополд фон Ранке, основателя на академичната история като дисциплина, основана на източници и записи, а не на лични виждания. През 1841 г. прекарва известно време в Университета в Бон, изучавайки изкуството под ръководството на историка Франц Кюглер, на когото посвещава своята първа книга – Die Kunstwerke der belgischen Städte (1842). Той преподава в Университета в Базел от 1843 до 1855, а после и в инженерното училище ETH в Цюрих. През 1858 г. се връща в Базел, където става професор до пенсионирането си през 1893 г. Едва през 1886 г. той започва да преподава изключително и предимно история на изкуството.
Умира на 8 август 1897 г. в Базел на 79-годишна възраст.

## Творчество
Текстовете на Буркхарт допринасят съществено за установяването на история на изкуството като самостоятелна академична дисциплина, но имат и литературна стойност. Неговият иновативен подход изтъква стойността на изкуството, културата и естетическите репрезентации при анализирането на социалните и политически тенденции през определена историческа епоха. Като историк той силно се противопоставя на интерпретациите на хегелианството, което е доста популярно по негово време, също на икономизма при интерпретирането на историята, както и на позитивизма, който по онова време става доминантен в научните дискурси, включително и в социалните науки.
Тъй като половината от неговите предходни трудове са посветени на Ренесанса, Буркхарт естествено стига до идеята за написването на двете книги, с които е най-известен, а именно Die Kultur der Renaissance in Italien („Културата на Италианския ренесанс“) (1860) и Geschichte der Renaissance in Italien („История на Ренесанса в Италия“) (1867). „Културата на Италианския ренесанс“ се превръща в най-влиятелната интерпретация на Италианския Ренесанс през 19 век и си остава широко четена и до днес. Буркхарт и германският историк Георг Фойгт стават пионерите в изследването на Ренесанса, но за разлика от Фойгт, който се ограничава с изучаването на италианския хуманизъм, Буркхарт се занимава със социалните аспекти на Ренесанса.
Естествено Буркхарт смята изучаването на древната история за интелектуална необходимост и е смятан също за уважаван историк на гръцката цивилизация.
Фридрих Ницше, който на 24-годишна възраст е назначен за професор по класическа филология в Базел през 1869 г., се възхищава на Букхарт и посещава някои от неговите лекции. И двамата са големи почитатели на Артур Шопенхауер. Двамата завързват интелектуално приятелство, макар че Буркхарт е далеч от философските тенденции във философията на Ницше. Тяхната обширна кореспонденция през годините е публикувана.
Като швейцарец Буркхарт е безразличен към германския национализъм и твърденията за културно и интелектуално превъзходство. Като историк обаче той е напълно наясно относно бързите политически и икономически промени, които се случват по това време в Европа, като коментира в своите лекции и текстове индустриалната революция, политическите промени и растящия национализъм и милитаризъм в Европа Той също така предусеща катаклизмите на XX век, като описва бъдещите демагогии като „ужасяващи опростители“, които според него ще играят централна политическа роля. В по-късните си години Буркхарт е увлечен от демокрацията, индивидуализма, социализма и много други модерни по онова време идеи.